# Storia della dialisi peritoneale
La dialisi peritoneale è una terapia sostitutiva della funzione renale per i pazienti in stato uremico. La sua storia iniziò quando venne eseguita per la prima volta con successo nel 1938 quando venne trattato un caso di Insufficienza renale acuta.

## Studi sulla membrana peritoneale
Dopo le descrizioni sul processo di osmosi di René Dutrochet nel Settecento e della differenza tra cristalloidi e colloidi di Thomas Graham nell'Ottocento, verso la fine del Diciannovesimo secolo Clark, Orlo e Wagner dimostrarono, che, instillando una soluzione ipertonica, aumentava la cavità peritoneale nelle cavie animali. La "permeabilità bidirezionale" della membrana peritoneale venne provata, a metà Novecento, da Albert Leslie Babb. Basandosi sul comportamento dei soluti, come il metilene, Tracy Jackson Putnam descrisse il peritoneo come una membrana perforata che permetteva il passaggio delle molecole più grandi.

## Inizi
Nel 1923 Georg Ganter fu il primo a studiare gli effetti dell'instillazione della soluzione ipertonica in due pazienti uremici.
Alcuni anni dopo Heusser e Werder tentarono, senza successo, il "lavaggio peritoneale" di quattro pazienti avvelenati da mercurio utilizzando due cateteri, uno per l'entrata e l'altro per l'uscita. Nel 1946 al Beth Israel Hospital di Boston, Jacob Fine, Arnold Seligman e Howard Frank riportarono il caso di un paziente anurico trattato con successo dopo quattro giorni di lavaggio peritoneale. Successivamente vennero trattati circa centocinquanta casi, tuttavia la mortalità restava alta.
Nel 1952 Arthur Grollman dimostrò che il trattamento dialitico peritoneale, dapprima eseguito su cani nefrectomizzati, poteva tenere in vita per uno-due mesi. Successivamente furono trattati, in modalità intermittente, cinque pazienti uremici.
Inizialmente si usavano due cateteri per i lavaggi peritoneali, il primo, posizionato sull'addome, il secondo, per l'uscita, sulle pelvi. Il fluido veniva continuamente infuso nel catetere superiore per poi uscire in quello inferiore. La tecnica dei due cateteri provocava diverse complicazioni, tra cui perdita del dialisato e continue infezioni, così venne abbandonata. Si preferì optare per la tecnica del singolo catetere, posizionato sulle pelvi.
Fino agli anni Sessanta l'accesso peritoneale rimaneva un problema per i ricercatori, i quali usavano cateteri fatti con materiali improvvisati. Fu grazie al lavoro di Morton Maxwell e Paul Doolan che si ottenne un primo miglioramento della tecnica di inserimento dei cateteri. Inoltre Doolan e Maxwell introdussero il sistema della "bottiglia rovesciata" per contenere il fluido dialitico.
Dopo aver compreso che, per rimuovere le tossine in modo efficiente, bisognava instillare nella cavità peritoneale una soluzione ipertonica, le prime soluzioni per dialisi peritoneale variavano per tipo di composizione. Tuttavia portavano ad effetti collaterali quali forti dolori, ipertensione, aumento del volume addominale e acidosi ipercloremica. Col passare del tempo le soluzioni furono modificate in modo da renderle più efficienti e biocompatibili.

## Dopo il 1960
Fino all'inizio degli anni Sessanta la dialisi peritoneale veniva eseguita in strutture ospedaliere e soltanto i pazienti affetti da Insufficienza renale acuta potevano beneficiarne. A quell'epoca un tipico trattamento prevedeva l'infusione del liquido per diverse volte in una giornata. I cateteri non erano fissi e dovevano essere cambiati mediante ripetute punture. Frequenti erano le infezioni. L'operazione veniva eseguita dallo staff infermieristico.
All'inizio degli anni Sessanta Norman Deane introdusse una protesi che teneva il catetere non ostruito. La protesi di Deane rappresentò un sostanziale miglioramento, poiché rimuoveva il bisogno di continui cambi di cateteri.
Nel frattempo vennero realizzate le prime macchine automatiche per la dialisi peritoneale. La prima da Fred Boen e George Shilipetar dell'Università di Washington, la seconda da Norman Lasker della Università di Medicina e Odontoiatria del New Jersey.
Nel 1964 Russell Palmer pubblicò i suoi risultati in merito al catetere in silicone, sviluppato in collaborazione con Wayne Quinton, che poteva permettere l'accesso permanente al peritoneo. Nel 1968 Henry Tenckhoff valutò l'utilità di questo concetto, così cercò di modificare ulteriormente il catetere di Palmer in modo che fosse più agevole inserirlo ed usarlo. Tenckhoff accorciò la lunghezza del catetere e propose due tipologie, uno diritto e uno curvo. Inoltre aggiunse al catetere due cuffie di polietilene tereftalato, una da inserire in superficie, l'altra in profondità.
Agli inizi degli anni Settanta Dimitrios Oreopoulos e Stanley Fenton, medici del Toronto Western Hospital, decisero di usare il catetere di Tenckhoff come dispositivo preferenziale di accesso. Oreopoulos aveva sentito parlare della macchina automatica di Lasker, così fece una visita a Philadelphia per vedere come funzionava. Oreopoulos rimase impressionato dalla macchina di Lasker, che ne ordinò una certa quantità e, una volta tornato a Toronto, iniziò ad invogliare i pazienti, per mancanza di spazio nel reparto ospedaliero, ad eseguire le sedute dialitiche a domicilio. Nel 1974 la struttura di Oreopoulos gestiva oltre settanta pazienti cronici in dialisi peritoneale, la più grande all'epoca.
Nel 1975 all'Austin Diagnostic Clinic Jack Moncrief e Robert Popovich sperimentarono la Dialisi Peritoneale Ambulatoriale Continua su Peter Pilcher, un paziente non eleggibile per l'emodialisi. La procedura consisteva che fosse instillato il fluido di due litri, che restasse nell'addome del paziente per quattro ore e poi venisse scaricato; gli scambi di liquido erano previsti per cinque volte al giorno. Moncrief e Popovich si accorsero ben presto che la tecnica CAPD causava una forte perdita di proteine e di albumina dopo i trattamenti, tuttavia vollero proseguire il programma e chiesero un prestito al National Institute of Health poiché questa tecnica non era ancora coperta da Medicare.
Inizialmente Oreopoulos era scettico sull'applicazione della tecnica CAPD. Fortunatamente Jack Rubin, un ex specializzando in Nefrologia al Toronto Western Hospital, giunse all'Università del Missouri per completare gli studi e si trovò coinvolto nel Programma CAPD, partito nel gennaio 1977 sotto la direzione di Karl Nolph. Quando tornò a Toronto, Rubin raccontò a Oreopoulos i risultati del Programma CAPD in Missouri non nascondendo le difficoltà che stavano incontrando, soprattutto relativi alle frequenti peritoniti causate dall'utilizzo delle bottiglie. Dopo aver sperimentato con successo la CAPD su una paziente, Oreopoulos volle convertire tutti i suoi pazienti a questa tecnica. Inoltre sostituì l'utilizzo delle bottiglie, come contenitore del liquido dialitico, con i pacchetti in plastica.
Negli anni successivi la tecnica CAPD trovò ampia applicazione, migliorata con l'introduzione della connessione ad Y che, ideata dal nefrologo italiano Umberto Buoncristiani, permise di attenuare il rischio di peritoniti.
Con l'avvento della CAPD la dialisi peritoneale automatizzata venne in parte abbandonata perché negli anni Ottanta le macchine per la peritoneale erano ancora piuttosto ingombranti. Negli anni Novanta ci fu un rinnovato interesse per sviluppare la Dialisi Peritoneale Automatizzata (APD). Nel 1994 la Baxter International lanciò la macchina Homechoice; questo modello di macchina APD venne aggiornato fino ad arrivare alla versione Homechoice Claria presentata nel 2018, che permette la comunicazione bidirezionale tra il cycler casalingo del paziente e il centro ospedaliero.